# Asia Cup 1997 (Badminton)
Der Asia Cup 1997 im Badminton fand Ende Februar 1997 in Jakarta statt. Sieger wurde das Team aus Indonesien. Das Preisgeld betrug 150.000 US-Dollar. Teilnehmende Nationen waren Indonesien, Südkorea, Malaysia, Taiwan, Thailand, Hongkong, Japan und Indien, welche in zwei Vorrundengruppen die Halbfinalisten ermittelten.

## Spiel um Platz 3
- Chinesisch Taipeh- Südkorea: 2-1